# Themes from Calmi Cuori Appassionati
Themes from Calmi Cuori Appassionati е саундтрак албум на ирландската певица, композиторка и музикантка Еня, издаден в Япония от Уорнър Мюзик Интернешънъл на 30 октомври 2001 г.
Той е съставен от издадени по-рано нейни песни, записани между 1986 и 2000 г. и използвани в саундтрака на японската романтична комедия Calmi Cuori Appassionati от 2001 г.
На практика това е колекция от най-големите ѝ хитове, тъй като включва повечето от най-известните парчета на певицата. Албумът влиза в Японската класация за албуми под № 2 и става вторият албум на Еня след Paint the Sky with Stars – The Very Best of Enya (1997), който продава 1 млн. копия в страната, въпреки факта че много от песните в това издание са включени и в Paint the Sky with Stars.

## Списък с песни
| №   | Име                                                | Време |
| --- | -------------------------------------------------- | ----- |
| 1.  | Wild Child                                         | 3:49  |
| 2.  | Caribbean Blue                                     | 3:59  |
| 3.  | Book of Days                                       | 2:56  |
| 4.  | Afer Ventus                                        | 4:06  |
| 5.  | Watermark                                          | 2:26  |
| 6.  | Orinoco Flow                                       | 4:26  |
| 7.  | The Celts                                          | 2:57  |
| 8.  | Once You Had Gold                                  | 3:18  |
| 9.  | Triad - a. St. Patrick - b. Cú Chulainn - c. Oisin | 4:25  |
| 10. | Anywhere Is                                        | 3:46  |
| 11. | Fairytale                                          | 3:04  |
| 12. | Evening Falls...                                   | 3:49  |
| 13. | Song of the Sandman (Lullaby)                      | 3:42  |
| 14. | The Promise                                        | 2:29  |

## Класации
| Класация                              | Позиция |
| ------------------------------------- | ------- |
| Японска класация на албумите (Орикон) | 2       |

## Сертификати
| Регион                                                    | Сертификат | Брой продажби |
| --------------------------------------------------------- | ---------- | ------------- |
| Япония (RIAJ)                                             | Милионен   | 1 млн.^       |
| ^ Данните за пратките се основават само на сертифициране. |            |               |

## Дати на издаване
| Страна | Дата                | Формат    | Лейбъл                    |
| ------ | ------------------- | --------- | ------------------------- |
| Япония | 30 октомври 2001 г, | CD касета | Уорнър Мюзик Интернешънъл |